# Боршевиці-Цментарне
Боршевиці-Цментарне (пол. Borszewice Cmentarne) — село в Польщі, у гміні Ласьк Ласького повіту Лодзинського воєводства.
Населення — 343 особи (2011).
У 1975-1998 роках село належало до Серадзького воєводства.

## Демографія
Демографічна структура станом на 31 березня 2011 року:
|          | Загалом | Допрацездатний вік | Працездатний вік | Постпрацездатний вік |
| -------- | ------- | ------------------ | ---------------- | -------------------- |
| Чоловіки | 162     | 37                 | 109              | 16                   |
| Жінки    | 181     | 39                 | 103              | 39                   |
| Разом    | 343     | 76                 | 212              | 55                   |